# Schlacht um Warschau (1939)
Danzig – Westerplatte – Tucheler Heide – Krojanten – Mlawa – Radom – Wizna – Bzura – Brześć – Lemberg – Rawa Ruska – Lublin – Kampinos-Heide – Warschau – Szack – Modlin – Halbinsel Hel – Kock
In der Schlacht um Warschau kämpfte während des Überfalls auf Polen die in der polnischen Hauptstadt Warschau eingeschlossene polnische Armee Warschau (Armia Warszawa) gegen Verbände der deutschen Wehrmacht. Die Kämpfe begannen mit großangelegten Luftangriffen auf militärische Einrichtungen und Infrastrukturziele im Großraum der polnischen Hauptstadt Warschau, ab dem ersten Kriegstag, dem 1. September 1939.

## Vorgeschichte

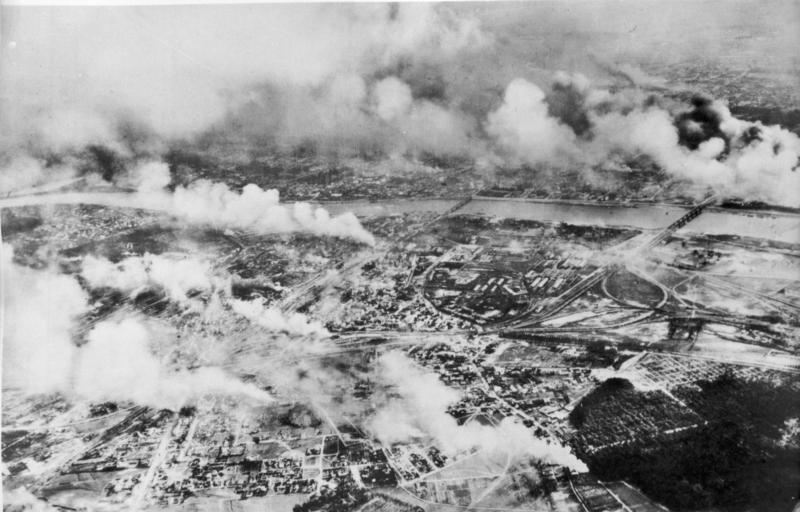
Luftaufnahme des brennenden Warschau, September 1939

Seit dem ersten Kriegstag griff die deutsche Luftwaffe mit unterschiedlicher Intensität Ziele im Großraum Warschau an. Die anfangs aus 54 Flugzeugen bestehende Abfangjäger-Brigade konnte in den ersten Tagen des Bombardements 43 angreifende Flugzeuge abschießen, wurde aber selbst schwer dezimiert und am 6. September nach Osten abgezogen. Bereits am Vortag waren elf Flak-Batterien aus der Stadt abgezogen worden. Das Bombardement erreichte seinen Höhepunkt am 10. September, dem „blutigen Sonntag“, an dem 17 Luftangriffe stattfanden.
Am 3. September ordnete der polnische Oberbefehlshaber Marschall Edward Rydz-Śmigły die Bildung eines Oberkommandos für die Verteidigung Warschaus an und ernannte Divisionsgeneral Walerian Czuma, den bisherigen Chef der Grenztruppen, zu dessen Befehlshaber. Der von Czuma zum Zivilkommissar ernannte Stadtpräsident Stefan Starzyński ordnete die Bildung einer Zivilwacht an, um Polizei und Feuerwehr zu ersetzen, die ebenso wie die meisten Männer im wehrfähigen Alter evakuiert wurden. In täglichen Radioansprachen forderte er die Bevölkerung auf, sich am Bau von Barrikaden und Panzersperren zu beteiligen. Die zur Verteidigung zur Verfügung stehenden Truppen, anfangs nur vier Bataillone, wurden nach und nach durch sich zurückziehende Einheiten der Armee und Neuaushebungen ergänzt.
Oberbefehlshaber der angreifenden 8. Armee war General der Infanterie Johannes Blaskowitz. Östlich der Stadt war das I. Armeekorps unter Generalleutnant Walter Petzel als Teil der 3. Armee des Generals der Artillerie Georg von Küchler vorgedrungen. Auf der polnischen Seite führte General Juliusz Rómmel die am 8. September aufgestellte Armee Warschau, die das Gebiet um Warschau und die Festung Modlin verteidigte. Ihm unterstellt war General Czuma als Befehlshaber der Verteidigung Warschaus, dieser beauftragte Juliusz Zulauf mit der Verteidigung im Osten der Stadt und Marian Porwit mit der im Westen.
Bei Schließung des Warschauer Kessels am 22. September bestand die Streitmacht der Verteidiger unter dem Namen Armia Warszawa aus Resten der geschlagenen Verbände Armia Poznań, Armia Pomorze, Armia Łódź und Armia Modlin sowie dem Personal örtlicher Armeedepots und Militärschulen. Darüber hinaus wurden aus der Stadtbevölkerung Freiwilligeneinheiten formiert. Diese gut 120.000 Mann hatten den Befehl Rydz-Smigłys, die Stadt zu halten, so lange Munition und Nahrung dazu ausreichten, zunächst offenbar in der Absicht, möglichst große deutsche Kräfte zu binden.

## Verlauf

### Der misslungene deutsche Angriff vom 8. und 9. September

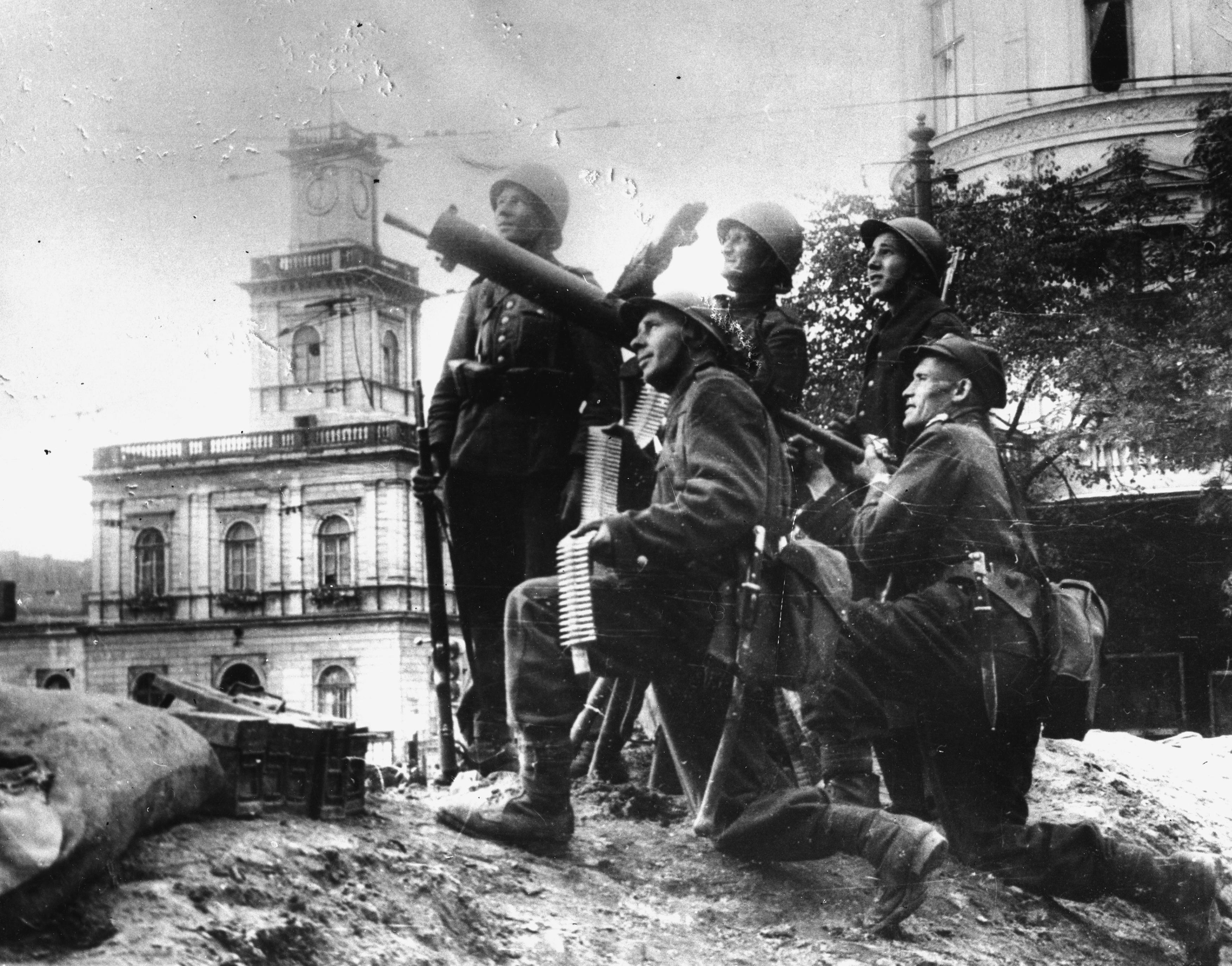
Polnische Soldaten mit einem Ckm wz. 30

Die Bodenkämpfe begannen am 8. September 1939, nachdem deutsche Panzerverbände der 4. Panzer-Division unter der Führung von General Georg-Hans Reinhardt die südwestlichen Vororte Warschaus erreicht hatten. Die von Reinhardt angestrebte schnelle Einnahme der Stadt misslang aus verschiedenen Gründen. So operierte die 4. Panzerdivision weit vor den übrigen deutschen Verbänden und musste daher erhebliche Truppen zur Flankensicherung abstellen, die in der Angriffsspitze fehlten. Auch war die Division weit auseinandergezogen und noch nicht alle Teile am 8. September in den Bereitstellungsräumen angekommen. Zudem unterschätzte die Divisionsführung die Verteidigungsfähigkeit der Polen, nachdem sie in den vorherigen Tagen schnell vorangekommen war und sich noch am Morgen des 8. Septembers mehrere polnische Einheiten im Vorfeld Warschaus ergaben. Eine erste größere Stockung ergab sich bis in den Nachmittag an einer gesprengten Brücke in Raszyn.
Das eigentliche Stadtgebiet sollte nach Instandsetzung der Brücke mit Befehl von 17:12 Uhr durch zwei Gefechtsgruppen betreten werden. Die Gefechtsgruppe I sollte die Weichselbrücken und das Regierungsviertel besetzen, die Gefechtsgruppe II das Rathaus. Am Südrand des Stadtteils Ochota stießen die Angreifer jedoch auf Barrikaden und heftigen infanteristischen Widerstand aus Feuerstellungen in Häusern. Daraufhin brachen die Deutschen, auch aufgrund der einsetzenden Dämmerung, ihren Angriff nach rund 30 Minuten ab und richteten sich in den Resten des älteren Fort VI der Festung Warschau zur Verteidigung ein.
Am folgenden Morgen waren die restlichen Einheiten der 4. Panzer-Division eingetroffen. Allerdings hatten die polnischen Verteidiger ihre Stellungen verstärkt und insbesondere Panzerabwehrkanonen und andere Geschütze in Gebäude eingebaut. Nach einem Artillerieschlag begann der Angriff um 7 Uhr in der gleichen Gliederung wie am Vortag. Die Gefechtsgruppe I ging flankierend der Einfallstraße Grojecka vor, nahm einige Barrikaden, blieb dann aber im massiven Abwehrfeuer liegen. Der Gefechtsgruppe II erging es weiter nördlich mit Stoßrichtung Wola ähnlich. Ein Versuch der Gefechtsgruppe II, noch einmal weiter nördlich mit dem gleichen Ziel vorzugehen, scheiterte schon in Ansätzen an den polnischen Verteidigern. Die Gefechtsgruppe I versuchte ihren zweiten Angriff über das Gelände des damals neuen Warschauer Flughafens, wurde aber durch massives Artilleriefeuer abgewiesen. Reinhard brach den Angriff um 9:45 Uhr ab. Infolge der ebenfalls am 9. September begonnenen Schlacht an der Bzura westlich von Warschau wurden Teile der 4. Panzer-Division abgezogen. Daher und weil die Polen dem Verband erhebliche Verluste beigebracht hatten, erfolgte vorerst kein weiterer Bodenangriff auf Warschau.

### Die Einschließung Warschaus
Bis zum 14. September löste die 31. Infanterie-Division unter Rudolf Kaempfe die 4. Panzer-Division am Warschauer Stadtrand ab. Bis dahin hatte sich die Lage an dieser Stelle aus deutscher Sicht zum Halten einer rund 40 Kilometer langen Sicherungslinie entwickelt, die Warschau nach Westen und Süden absperren sollte. Es kam immer wieder zu räumlich begrenzten Angriffen der Polen und zum Durchsickern polnischer Einheiten, die die Verteidigung ihrer Hauptstadt stärkten.
Am 15. September wurde Warschau auch aus dem Osten her von deutschen Truppen und damit vollständig eingeschlossen. Der dadurch entstandene Kessel zog sich beginnend in Modlin nördlich von Warschau längs des Ostufers der Weichsel bis in das Stadtgebiet. Am 16. September unternahmen die Deutschen im östlichen Stadtbezirk Praga einen erneut erfolglosen Angriffsversuch. Dabei fiel Generaloberst Werner von Fritsch, der als Chef sein Regiment begleitet hatte.
Nach Westen hin bestand noch eine lose Verbindung mit den im Raum Kutno befindlichen polnischen Armeeverbänden. Diese Verbindungslinie führte durch das unwegsame Waldgebiet der Kampinos-Heide nordwestlich von Warschau. Nach dem Ende der Schlacht an der Bzura schlugen sich Reste der eingekesselten Truppen unter schweren Rückzugsgefechten durch das Gebiet der Kampinos-Heide (Schlacht in der Kampinos-Heide) nach Warschau durch und brachten die Zahl der Verteidiger auf 120.000 Soldaten. Verschiedene Ausfallversuche der Stadtbesatzung zur Unterstützung dieser Truppe scheiterten weitgehend an den umschließenden deutschen Einheiten. Zugleich bekam die deutsche Seite mit dem Ende der Schlacht eigene Kräfte frei. Unter diesen wurden die 8. und die 3. Armee zum Einsatz am Warschau/Modliner Kessel eingesetzt.

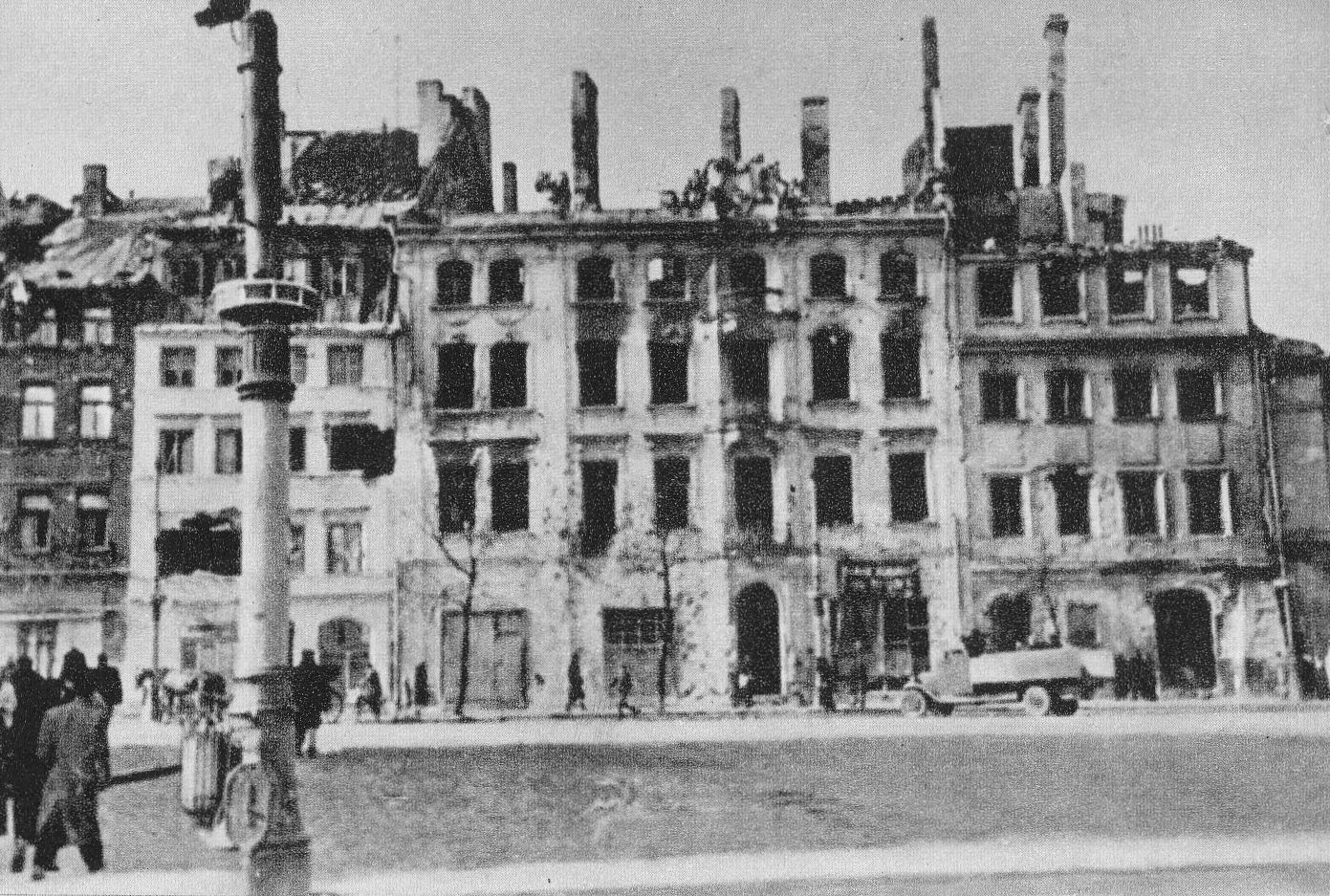
Krakauer Vorstadt

Nach dem Ende der Kämpfe in der Kampinos-Heide war der Warschauer/Modliner Kessel auch von Westen her vollständig geschlossen. Am 22. September wurde die Verbindung zwischen Warschau und Modlin durch einen deutschen Vorstoß von Osten her bis an die Weichsel endgültig unterbrochen. Es blieben nun zwei belagerte Kessel übrig. Der Kessel von Warschau mit rund 120.000 ihn verteidigenden Soldaten und der Kessel von Modlin mit rund 60.000 polnischen Verteidigern. Aus strategischen und politischen Gründen konzentrierte nun die deutsche Wehrmacht ihre Kräfte auf die Eroberung der polnischen Hauptstadt Warschau.

### Der deutsche Großangriff
Blaskowitz konzentrierte sich als Oberbefehlshaber der 8. Armee nun ganz auf die Eroberung der polnischen Hauptstadt, wo ihm aber lediglich das XIII. Armeekorps in voller Stärke und einzelne Teile seiner übrigen Korps zur Verfügung standen. Mit Befehl vom 19. September begann er die Gruppierung seiner Truppen in Angriffspositionen.
Als Vorbereitung für den finalen Angriff wurden insbesondere die polnischen Verteidigungslinien in den Vororten tagelang von deutscher Artillerie, darunter Eisenbahngeschütze und Belagerungsmörser, beschossen; gleichzeitig wurde das taktische Bombardement durch zwei deutsche Luftflotten fortgesetzt. Das eigentliche Sturmvorbereitungsschießen der deutschen Artillerie begann am Nachmittag des 23. September.  Am 24. September wurden alle an der Belagerung beteiligten deutschen Truppen Blaskowitz’ Befehl unterstellt. Am 25. September nahm das Infanterie-Regiment 20 in einem Handstreich das Fort M der Festung Warschau, wurde am weiteren Vorgehen im angrenzenden Stadtteil aber von den Verteidigern gehindert. Ein weiterer Angriff der 46. Infanterie-Division auf das Fort IX der Festung Warschau misslang.
Am 26. September begann nach Artillerievorbereitung um 8 Uhr der Großangriff mit insgesamt neun Divisionen. In diesem Rahmen schloss die 46. Infanterie-Division nun das Fort IX ein und besiegte dessen Besatzung. Insgesamt kamen die deutschen Truppen nur geringfügig voran. Gleichzeitig flog die deutsche Luftwaffe Angriffe auf das Stadtgebiet; in über 1700 Einsätzen warfen die Bomber 560 Tonnen Spreng- und 72 Tonnen Brandbomben ab. Nach starkem nächtlichen Artilleriefeuer aber ebenfalls noch bemerkbarer polnischen Artilleriebeschusses der deutschen Infanterie setzen die Deutschen am 27. September um 9 Uhr ihren Angriff fort. Um 9:25 Uhr wurde der Angriff aber wegen der fortgeschrittenen Verhandlungen über eine TeilKapitulation eingestellt. Die Deutschen richteten sich zur Abwehr ein und schlugen in den folgenden Stunden kleinere Angriffe einzelner polnischer Truppen zurück.

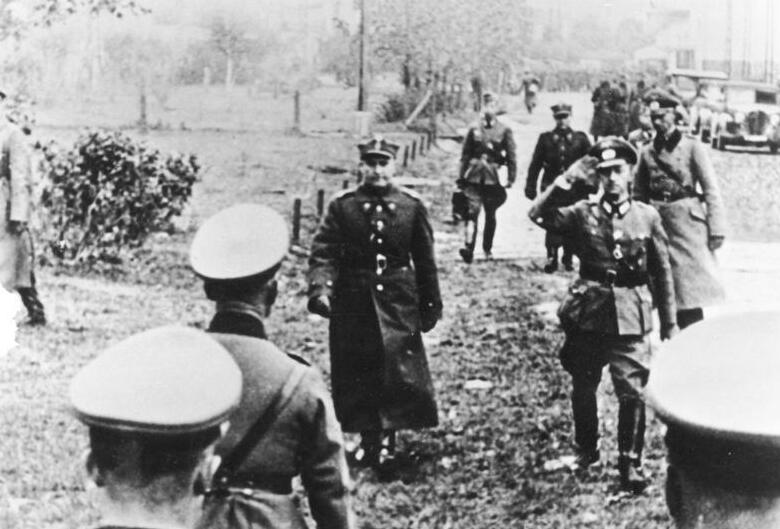
Tadeusz Kutrzeba bei der Kapitulation gegenüber Johannes Blaskowitz

### Kapitulation und Übergabe der Stadt
Am 26. September nahm der frühere Oberbefehlshaber der Armee Posen Tadeusz Kutrzeba Verhandlungen über eine Übergabe der Stadt auf. Am 27. September um 12 Uhr trat ein Waffenstillstand in Kraft. Von 14 Uhr an herrschte offiziell Waffenruhe. Mehrere polnische Einheiten weigerten sich, das Feuer einzustellen, und mussten von Rómmel und Czuma persönlich dazu aufgefordert werden. Um 17 Uhr des Folgetags übergab Rómmel die Stadt. Nachdem sie zuvor ihre Waffen versteckt oder zerstört hatten, verließen rund 100.000 polnische Soldaten am 30. September das Stadtgebiet in deutsche Kriegsgefangenschaft. Am 1. Oktober besetzte die deutsche Wehrmacht das von polnischen Truppen geräumte Stadtzentrum Warschaus kampflos. Damit übernahm das Deutsche Reich als Besatzungsmacht die Hoheit über die Stadt, womit auch der entscheidende Schritt zur Deutschen Besetzung Polens bis 1945 erfolgt war.

## Folgen
Mit der Kapitulation Warschaus und der Festung Modlin (Schlacht um Modlin) war der Überfall auf Polen praktisch beendet. Isolierte Gruppierungen der polnischen Armee wie die „Unabhängige Operationsgruppe Polesien“ wurden bis zum 6. Oktober besiegt (→ Schlacht bei Kock).
Die Verluste der Belagerung Warschaus betrugen auf polnischer Seite 6.000 tote und 16.000 verwundete Soldaten, ca. 100.000 gingen in Gefangenschaft. 25.800 Zivilisten wurden getötet und über 50.000 verletzt. Die deutschen Verluste werden auf 1.500 Tote und 5.000 Verwundete geschätzt. Etwa 12 Prozent der Gebäude Warschaus wurden bei den Kämpfen zerstört. Insbesondere von den Zerstörungen betroffen waren das Regierungsviertel und die Warschauer Vororte entlang der Frontlinie.
Einige der versteckten Waffen wurden später beim Warschauer Aufstand benutzt.